# Auerbach/Vogtl.

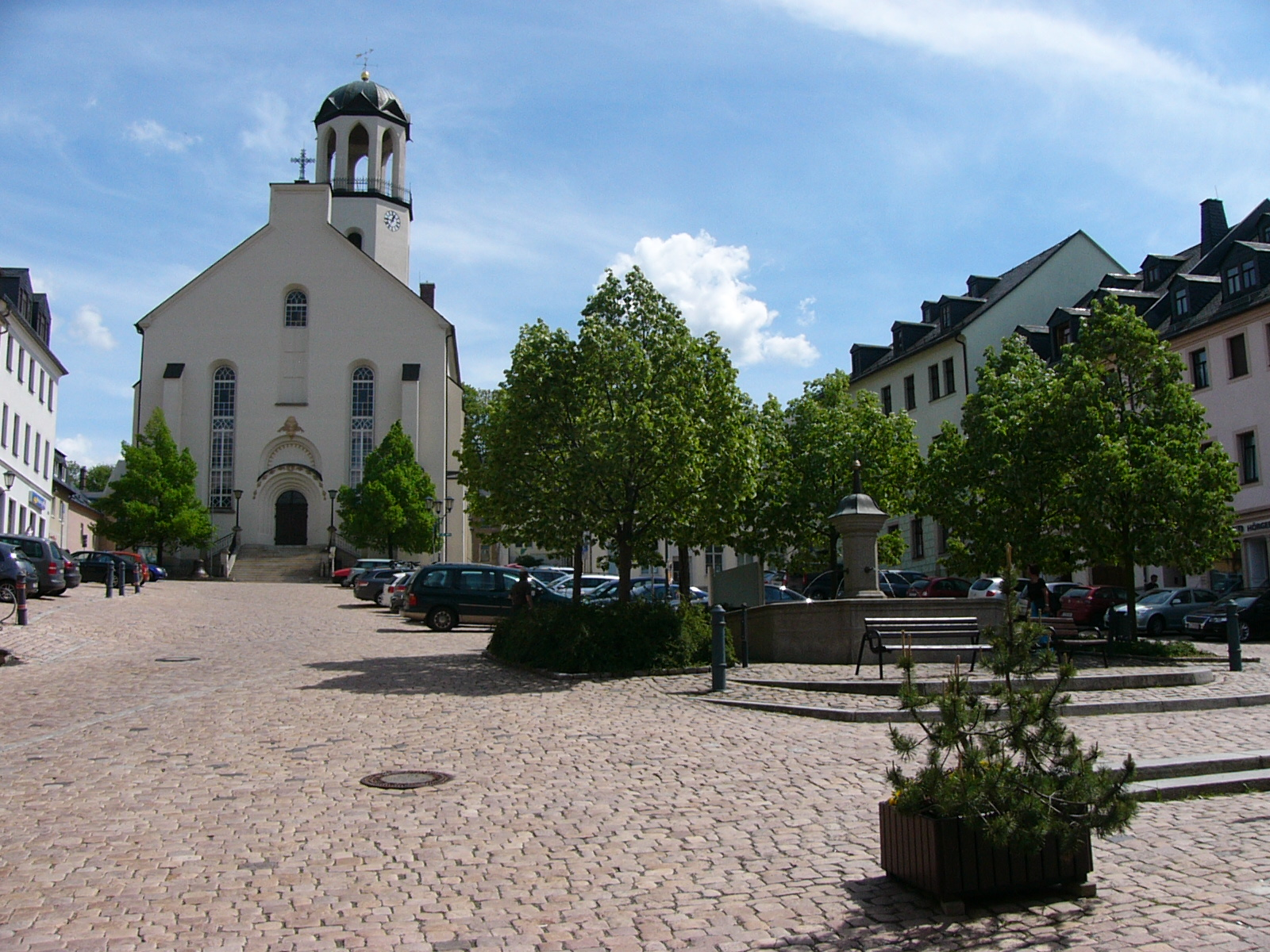
Innenstadt mit der evangelischen Sankt-Laurentius-Kirche

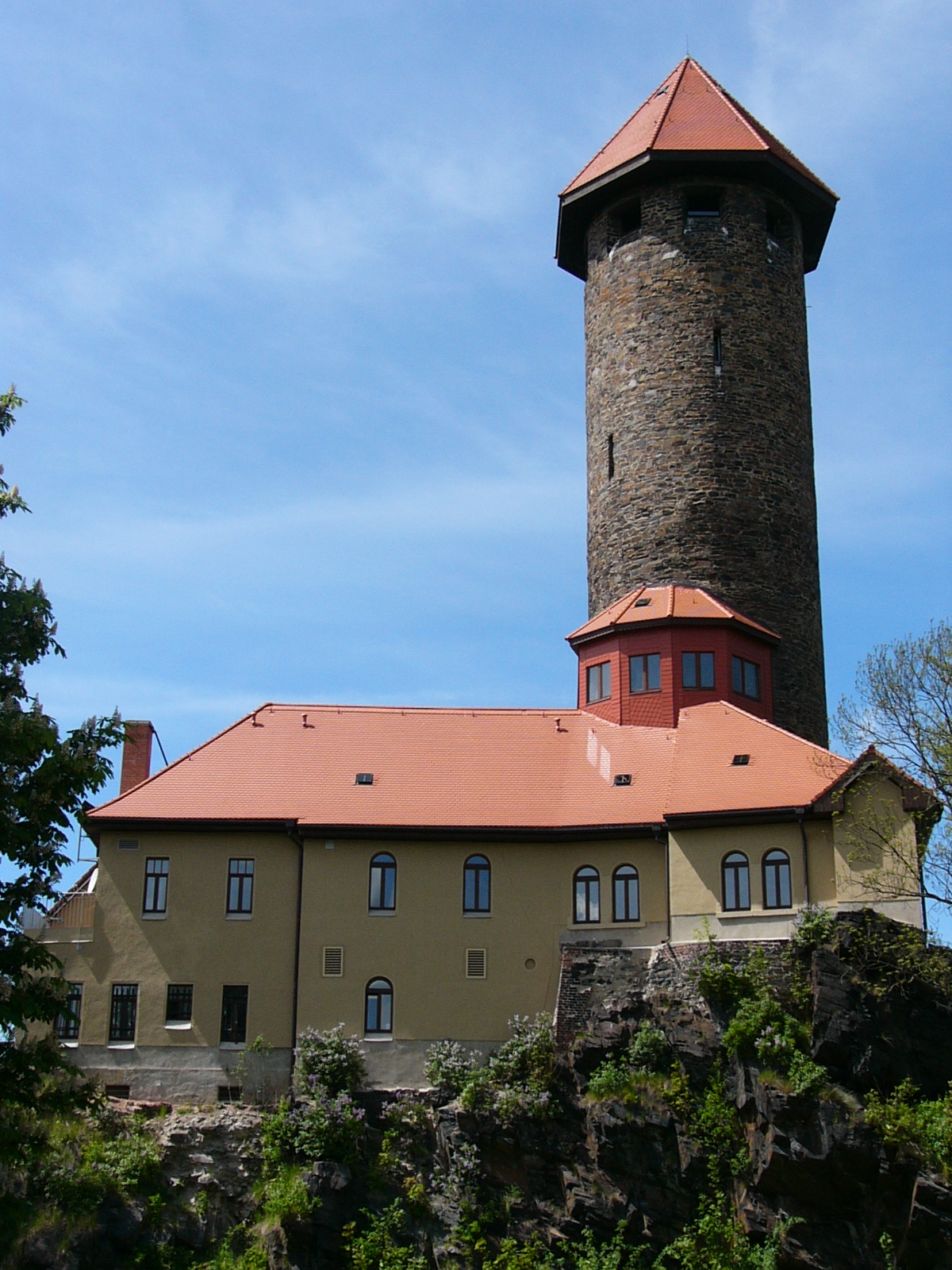
Blick auf den Schlossturm der Burg Auerbach

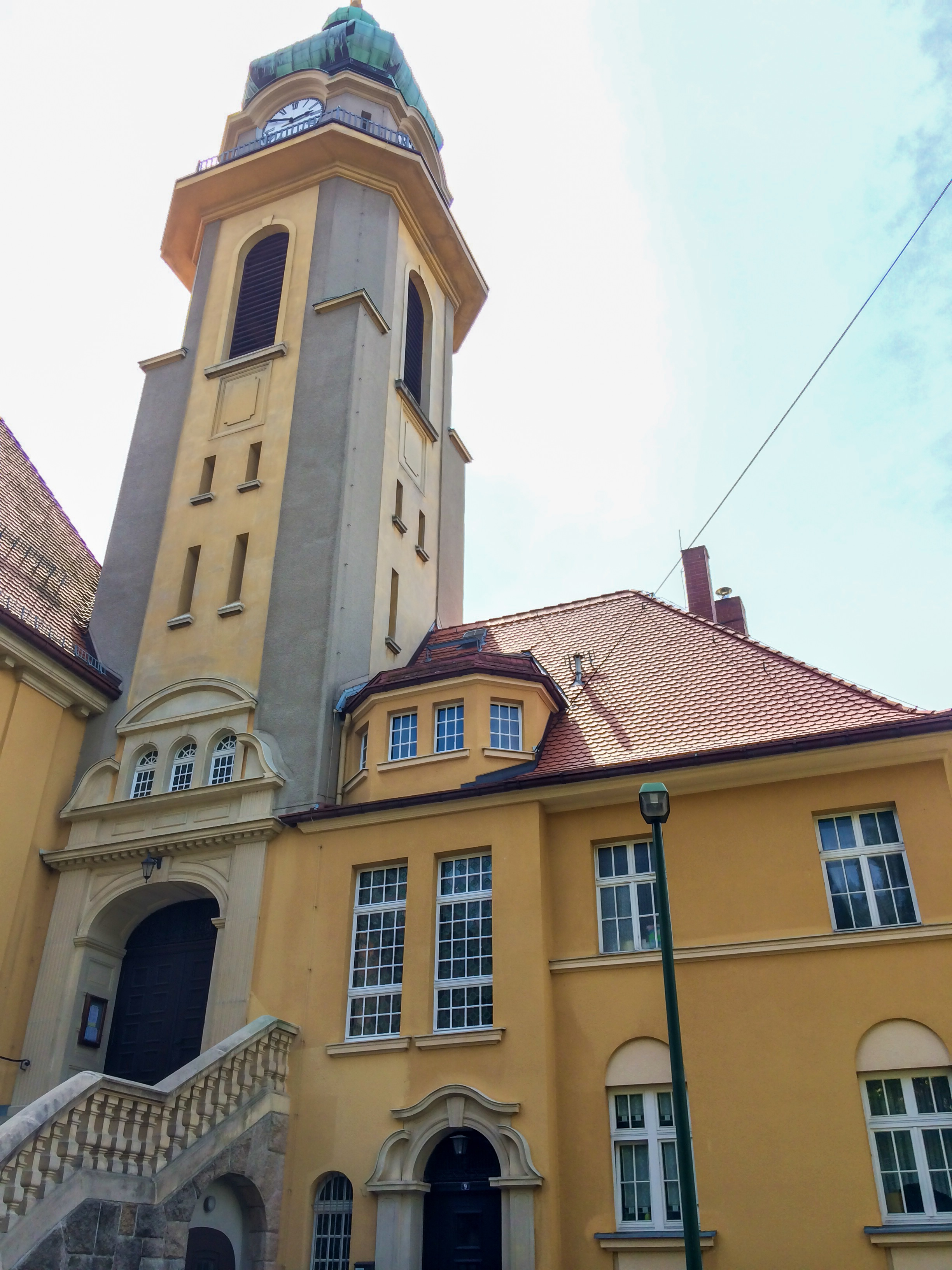
Kirche „Zum Heiligen Kreuz“

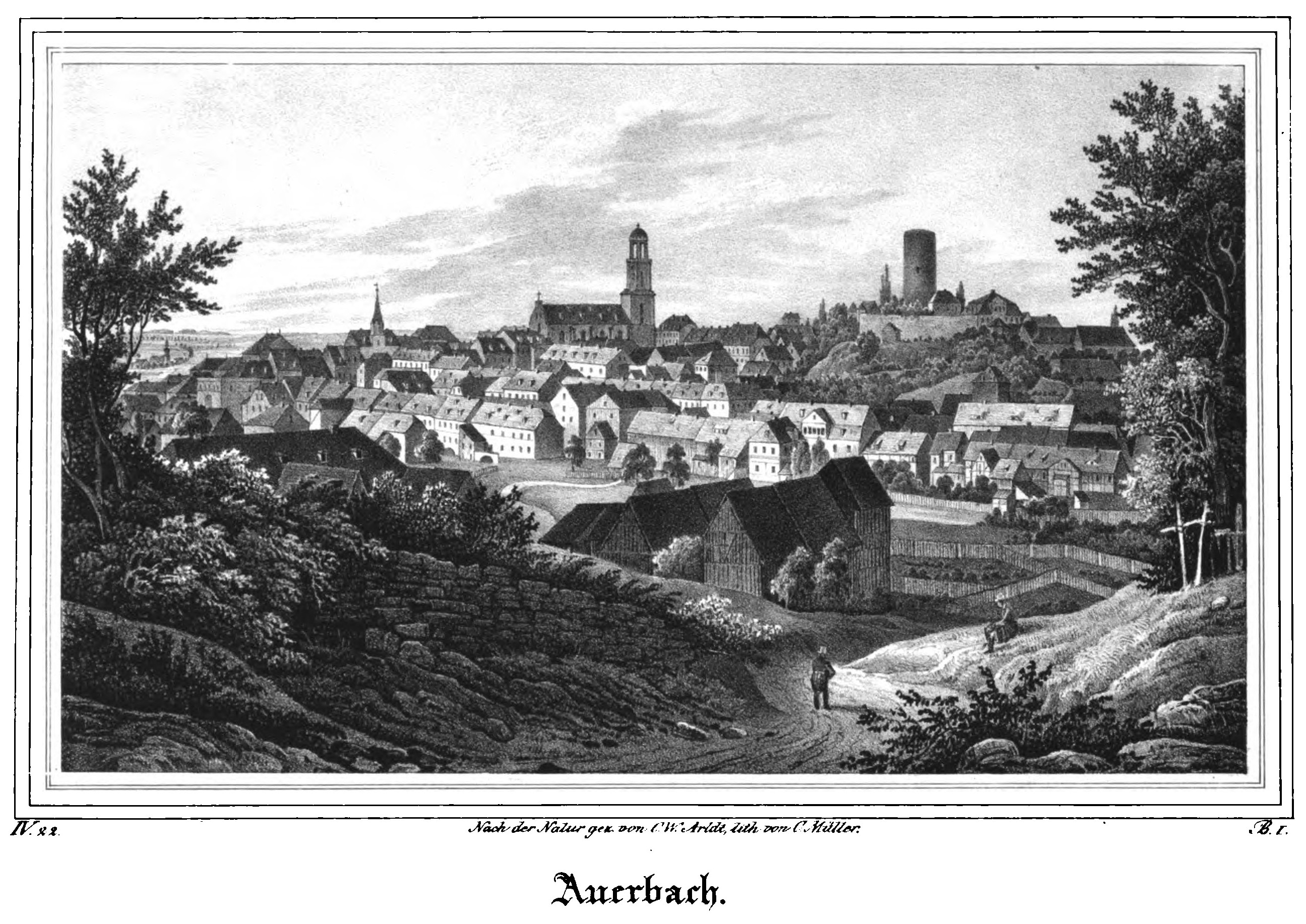
Auerbach, Lithographie nach einer Zeichnung von Carl Wilhelm Arldt, 1839

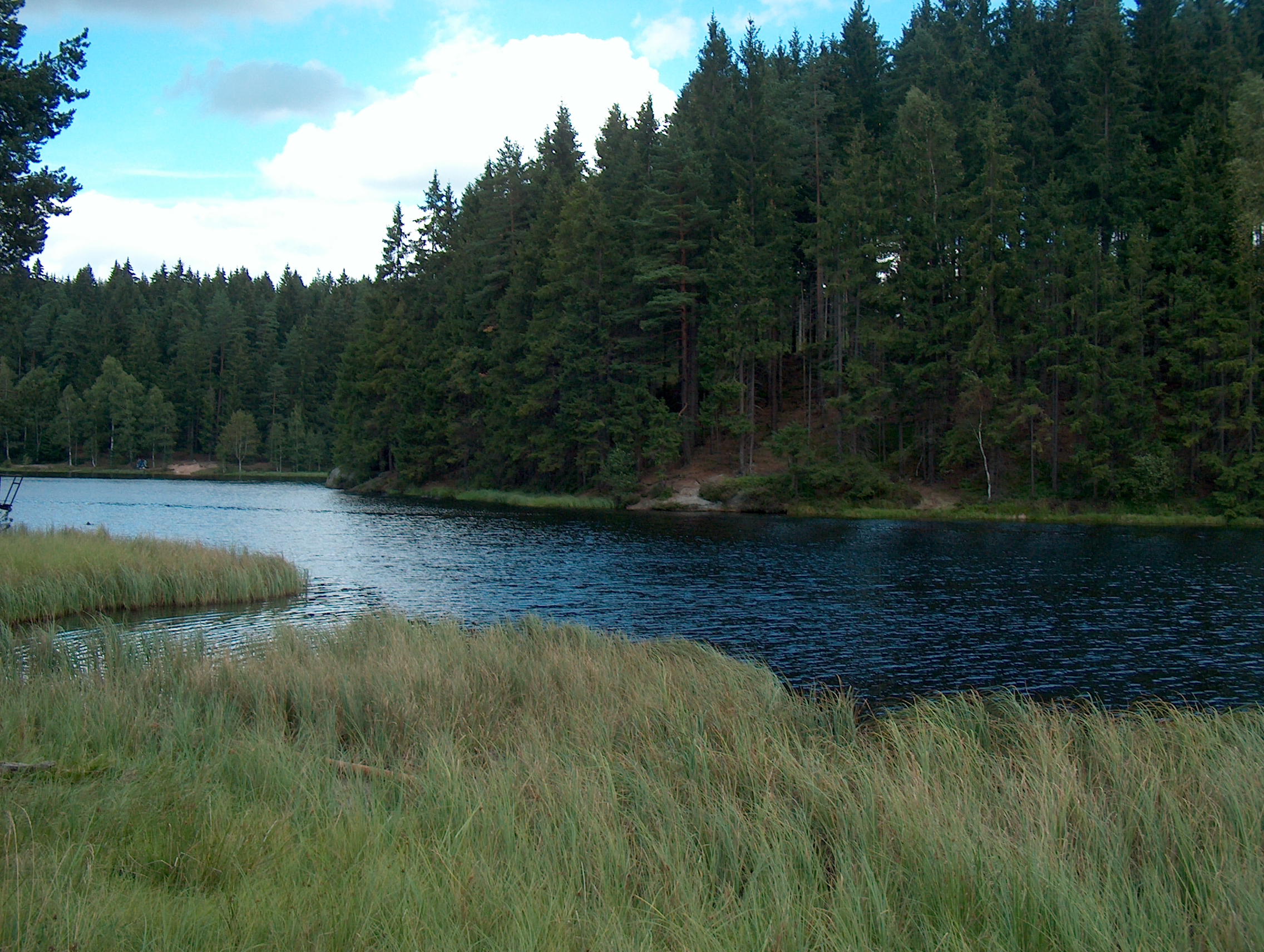
Vogtlandsee, südöstlich von Auerbach gelegen

Die Große Kreisstadt Auerbach/Vogtl. ist eine Kleinstadt im sächsischen Vogtlandkreis. Sie gilt als das Zentrum des östlichen Vogtlandes und ist nach Plauen und Reichenbach im Vogtland die drittgrößte Stadt des Landkreises. Die Abkürzung „Vogtl.“ im Ortsnamen steht für „Vogtland“. Auerbach ist Mitglied im Mittelzentralen Städteverbund Göltzschtal.

## Geographie

### Geographische Lage
Auerbach liegt im sächsischen Vogtland und wird vom Flüsschen Göltzsch durchschnitten. Landschaftlich liegt Auerbach im deutschen Mittelgebirgsraum, in unmittelbarer Nachbarschaft zum Erzgebirge im Osten. Auerbach ist 17 Kilometer von Reichenbach, 27 Kilometer von Plauen und 28 Kilometer von Zwickau entfernt.

### Nachbargemeinden
| Stadt Treuen im Vogtlandkreis                            | Stadt Rodewisch im Vogtlandkreis            |                                        |
| Stadt Falkenstein im Vogtlandkreis                       | Kompassrose, die auf Nachbargemeinden zeigt | Gemeinde Schönheide im Erzgebirgskreis |
| Gemeinde Ellefeld und Stadt Falkenstein im Vogtlandkreis | Gemeinde Muldenhammer im Vogtlandkreis      |                                        |

Mit Rodewisch, Falkenstein und Ellefeld bildet die Stadt den Mittelzentralen Städteverbund Göltzschtal. Ellefeld ist eine Enklave von Auerbach und Falkenstein.

### Stadtgliederung
Zur Stadt Auerbach gehören neben der Kernstadt:
die vier offiziellen Ortschaften
- Beerheide
- Rebesgrün
- Reumtengrün
- Schnarrtanne mit den Hahnenhäusern

und weitere Dörfer/Siedlungen:
| - Albertsberg - Brunn - Carolagrün - Crinitzleithen - Dresselsgrün | - Fichtzig - Georgengrün - Grünheide - Hauptbrunn - Hinterhain | - Hohengrün - Mühlgrün - Bad Reiboldsgrün - Rempesgrün - Richardshöhe | - Sorga - Unterreumtengrün - Vogelsgrün |

Die Ortschaften Beerheide und Schnarrtanne sind staatlich anerkannte Erholungsorte. In Schnarrtanne bestanden zur DDR-Zeit das Ferienheim des Reichsbahnausbesserungswerks „7. Oktober“ Zwickau, das Betriebsferienlager „Rolf Weinbrecht“  und das Gardelko-Ferienheim in der im Jahr 2014 abgerissenen Gastwirtschaft „Goldene Höhe“, in Brunn das des Großhandel WtB Kombinat Berlin, früher auch Ferienheim der GHG Berlin genannt, in Vogelsgrün das Ferienheim des VEB Nema in Netzschkau und das FDGB-Kinderkurheim „Seid bereit“. In Grünheide gab es in der DDR-Zeit das Kindererholungs- bzw. -kurheim „Freundschaft“ und das Pionierlager „Wladimir Majakowski“. In letzterem standen Zelte. Noch Anfang der 1970er Jahre fanden in Heim und Zeltlager, zusammen mit einer Kapazität von um 650 Personen, 14-tägige Lehrgänge zur Vorbereitung auf das Studium statt. In Hohengrün gab es zur DDR-Zeit ein Ferienheim des „VEB MLW Prüfgerätewerk Medingen, Sitz Freital“.

## Geschichte
Auerbach wurde im Jahre 1282 erstmals urkundlich in Zusammenhang mit Conradus de Urbach erwähnt. Die Burg selber wurde erstmals 1122 erwähnt und wurde im 11. Jahrhundert erbaut. Ein Rest davon ist der Schlossturm. Die mittelalterliche Stadt mit gitterförmigem Grundriss wurde im 14. Jahrhundert planmäßig durch die Vögte von Plauen angelegt. Die Bürger wurden 1436 durch den Burgvogt mit dem Bierbrauen belehnt. Im 15. Jahrhundert besaß Hans Edler von der Planitz das Rittergut Auerbach. Seine Erben übernahmen in der Folge den Besitz. Noch 1755 nennt Karl Gottlob Dietmann in „Priesterschaft in dem Churfürstenthum Sachsen“ Karl Friedrich Edler von der Planitz als Herrn in Auerbach. Es entwickelten sich der Zinn- und Eisenerzbergbau. 1503 erhielt Auerbach ein Bergamt und wurde 1543 Bergstadt. Da es nun Pechgewerkschaften und Pechhütten gab, erhielt Auerbach im 17. Jh. den Beinamen „Pechstadt“.
Die heutige Schreibweise des Ortsnamens setzte sich 1578 endgültig durch, vorherige Formen lauteten: Urbach, Uwerbach, Awerboch und Awherbach. Auerbach gehörte bis ins 19. Jahrhundert zum Amt Plauen und danach zur Amtshauptmannschaft Auerbach.
Auerbach wird gemeinsam mit Rodewisch die Landesgartenschau 2029 ausrichten.
Bis 1995 war Auerbach Kreisstadt des gleichnamigen Landkreises.

### Eingemeindungen
| Ehemalige Gemeinde   | Datum      | Anmerkung                          |
| -------------------- | ---------- | ---------------------------------- |
| Rebesgrün            | 01.01.2003 |                                    |
| Beerheide            | 01.01.1999 | mit Hohengrün und Hauptbrunn       |
| Reumtengrün          | 01.01.1994 | Eingemeindung nach Rebesgrün       |
| Schnarrtanne         | 01.01.1994 | mit Grünheide und Bad Reiboldsgrün |
| Brunn                | 01.07.1950 | mit Dresselsgrün                   |
| Vogelsgrün           | 01.07.1950 | Eingemeindung nach Schnarrtanne    |
| Rempesgrün           | 01.10.1923 |                                    |
| Sorga mit Hinterhain | 01.10.1923 |                                    |
| Mühlgrün             | 01.01.1912 |                                    |

### Einwohnerentwicklung
Entwicklung der Einwohnerzahl (ab 1960 31. Dezember):
| 1834 bis 1960 - 1834: 02.985 - 1875: 05.277 - 1880: 06.258 - 1910: 12.721 - 1933: 19.597 - 1946: 18.708 1 - 1950: 21.765 2 | 1971 bis 2008 - 1971: 18.714 - 1981: 18.449 - 1984: 21.617 - 1997: 20.425 - 2001: 19.675 - 2005: 21.110 - 2008: 20.340 | ab 2012 - 2012: 19.300 - 2013: 19.076 - 2015: 18.893 |

 Datenquelle ab 1998: Statistisches Landesamt Sachsen
 1 29. Oktober
 2 31. August
1910 war Auerbach nach Falkenstein die an Einwohnern zweitstärkste Kommune der Amtshauptmannschaft Auerbach.

## Politik

### Stadtrat
Die letzte Stadtratswahl fand am 9. Juni 2024 statt. Die Ergebnisse sind den nebenstehenden Diagrammen zu entnehmen.
| Stadtrat ab 2024Insgesamt 18 Sitze - Linke: 1 - SPD: 1 - VfB: 1 - FWV: 4 - CDU: 6 - AfD: 5 | Partei              | 2024   | 2024   | 2019   | 2019   | 2014   | 2014   |
| Stadtrat ab 2024Insgesamt 18 Sitze - Linke: 1 - SPD: 1 - VfB: 1 - FWV: 4 - CDU: 6 - AfD: 5 | Partei              | in %   | Sitze  | in %   | Sitze  | in %   | Sitze  |
| Stadtrat ab 2024Insgesamt 18 Sitze - Linke: 1 - SPD: 1 - VfB: 1 - FWV: 4 - CDU: 6 - AfD: 5 | CDU                 | 30,0   | 6      | 35,4   | 7      | 46,5   | 11     |
| Stadtrat ab 2024Insgesamt 18 Sitze - Linke: 1 - SPD: 1 - VfB: 1 - FWV: 4 - CDU: 6 - AfD: 5 | AfD                 | 28,1   | 5      | 19,2   | 4      | -      | -      |
| Stadtrat ab 2024Insgesamt 18 Sitze - Linke: 1 - SPD: 1 - VfB: 1 - FWV: 4 - CDU: 6 - AfD: 5 | FWV Auerbach/Vogtl. | 19,9   | 4      | 8,7    | 1      | 7,4    | 1      |
| Stadtrat ab 2024Insgesamt 18 Sitze - Linke: 1 - SPD: 1 - VfB: 1 - FWV: 4 - CDU: 6 - AfD: 5 | SPD                 | 6,7    | 1      | 11,4   | 2      | 17,7   | 4      |
| Stadtrat ab 2024Insgesamt 18 Sitze - Linke: 1 - SPD: 1 - VfB: 1 - FWV: 4 - CDU: 6 - AfD: 5 | VfB 1906 Auerbach   | 6,6    | 1      | 7,4    | 1      | 5,6    | 1      |
| Stadtrat ab 2024Insgesamt 18 Sitze - Linke: 1 - SPD: 1 - VfB: 1 - FWV: 4 - CDU: 6 - AfD: 5 | Linke               | 5,8    | 1      | 13,5   | 2      | 16,3   | 4      |
| Stadtrat ab 2024Insgesamt 18 Sitze - Linke: 1 - SPD: 1 - VfB: 1 - FWV: 4 - CDU: 6 - AfD: 5 | Grüne               | 1,8    | 0      | -      | -      | 2,4    | 0      |
| Stadtrat ab 2024Insgesamt 18 Sitze - Linke: 1 - SPD: 1 - VfB: 1 - FWV: 4 - CDU: 6 - AfD: 5 | FDP                 | 1,1    | 0      | 4,5    | 1      | 4,1    | 1      |
| Stadtrat ab 2024Insgesamt 18 Sitze - Linke: 1 - SPD: 1 - VfB: 1 - FWV: 4 - CDU: 6 - AfD: 5 | Wahlbeteiligung     | 64,1 % | 64,1 % | 56,9 % | 56,9 % | 43,4 % | 43,4 % |

### Bürgermeister
2022 unterlagen Amtsinhaber Deckert (2.551 Stimmen / 34,3 %) und CDU-Kandidat Stefan Reißmann (717 Stimmen / 9,6 %) dem unabhängig angetretenen Jens Scharff (4.178 Stimmen / 56,1 %) im ersten Wahlgang.
Die Wahlbeteiligung betrug 50,3 % und ist im Vergleich zu allen vorherigen OB-Wahlen in Auerbach deutlich gestiegen.
Das Wahlergebnis wurde von der Freien Presse als „Paukenschlag“ gewertet.
| Wahl | Bürgermeister     | Vorschlag | Wahlergebnis (in %) |
| ---- | ----------------- | --------- | ------------------- |
| 2022 | Jens Scharff      | Scharff   | 56,1                |
| 2015 | Manfred Deckert   | Deckert   | 93,5                |
| 2008 | Manfred Deckert   | CDU       | 59,1                |
| 2001 | Johannes Graupner | Graupner  | 75,3                |

### Städtepartnerschaften
- Grevenbroich, Nordrhein-Westfalen
- Buchenbach, Baden-Württemberg
- Strzegom (Striegau), Niederschlesien

## Kultur und Sehenswürdigkeiten
Auerbach trägt auch den Namen „Drei-Türme-Stadt“. Wenn man in der Nacht aus der Entfernung auf Auerbach schaut, erkennt man drei hell erleuchtete Türme. Das ist zum einen der Schlossturm, der seit über 725 Jahren die Stadtsilhouette prägt. Dort endet der Mars-Weg, der am Rodewischer Planetarium beginnt. Die beiden anderen Türme sind die katholische Kirche „Zum Heiligen Kreuz“ am katholischen Berg und die evangelische Kirche „St. Laurentius“ am Altmarkt.
Eigentlich müsste es Vier-Türme-Stadt heißen, weil in Auerbach drei Kirchen und der Schlossturm stehen, da aber der Turm der „Nicolaikirche“ auf Grund der geringen Größe aus der Ferne nicht sichtbar ist, wurde Auerbach als „Drei-Türme-Stadt“ bekannt. Die profanierte Nicolaikirche wird heute als Göltzschtalgalerie für Ausstellungen genutzt.
Im Ortsteil Brunn liegt das 1925 erbaute „Waldbad Brunn“, das zu Anfang der Saison 2008 wieder eröffnet wurde.

### Schulwesen (Historie)
Das Adressbuch wies 1909 folgende Schulen aus:
·      Königliches Lehrerseminar, Seminarstraße 11. Gründung 1876.
·      Handelsschule der Handelsschulvereinigung, Bismarckstraße.
·      Gewerbliche Fortbildungsschule mit Zeichenabteilung für Volksschüler, Kirchstraße 1.
·      Städtische Stickerfachschule, Kirchstraße 1.
·      Städtische Weißwarenindustrie- und Haushaltungsschule, Kirchstraße 1
·      Zweigabteilung der Königlichen Kunstschule zu Plauen, Kirchstraße 1
·      Landwirtschaftliche Lehranstalt. Gründung 1876.
·      Realschule mit Progymnasium, Moltkestraße 3
·      Städtische Volksschulen im 1898 geweihten Zentralschulgebäude

### Gedenkstätten
- Eichenholzkreuz auf dem Städtischen Friedhof für die Opfer des Faschismus, mit Grabstätte eines unbekannten KZ-Häftlings, der bei einem Todesmarsch aus einem der Außenlager des KZ Flossenbürg von SS-Männern ermordet wurde
- Grabstätten auf dem Friedhof für 28 (darunter 18 namentlich bekannte) sowjetische Frauen und Männer, die während des Zweiten Weltkrieges nach Deutschland verschleppt und Opfer von Zwangsarbeit wurden
- Denkmal von 1995 für die Opfer der Zwangsarbeit in der Eisenbahnstraße als Ersatz für das 1990 von dem damaligen Bürgermeister geschleifte Ehrenmal für die Opfer des Faschismus
- siehe auch Liste der Stolpersteine in Auerbach/Vogtl.

### Sport
Der VfB Auerbach wurde 1906 gegründet und 1991 neugegründet. Die Fußballabteilung spielte zehn Jahre lang in der Regionalliga Nordost und seit 2022 in der Oberliga.
Auerbach unterstützt die Special Olympics World Summer Games 2023, die im Juni 2023 in Berlin stattfinden. Die Kreisstadt ist Teil des Host Town Programs und wird vor den Spielen die Special Olympics Delegation aus Zypern betreuen.
2021 bewarb sich die Stadt als Host Town für die Gestaltung eines viertägigen Programms für eine internationale Delegation der Special Olympics World Summer Games 2023 in Berlin. 2022 wurde sie als Gastgeberin für Special Olympics Zypern ausgewählt. Damit wurde sie Teil des größten kommunalen Inklusionsprojekts in der Geschichte der Bundesrepublik mit mehr als 200 Host Towns.

### Regelmäßige Veranstaltungen
Seit 2020 findet im August das Stadtfest statt, ein über den Ort hinaus bekanntes teilweise mittelalterliches Spektakel.
Bis 2019 war das Fest als Altmarktfest bekannt und lockte tausende Besucher in die Stadt.

## Infrastruktur und Wirtschaft

### Verkehr
In Auerbach befindet sich der Flugplatz Auerbach. Es gibt zwei Bahnhöfe und einen Haltepunkt, die von der Vogtlandbahn angefahren werden. Vom oberen Bahnhof an der Bahnstrecke Herlasgrün–Oelsnitz können Plauen, Hof, Falkenstein und Adorf erreicht werden. Vom unteren Bahnhof an der Bahnstrecke Zwickau–Falkenstein sind Zwickau, Falkenstein sowie Klingenthal erreichbar. Die Linie, die über den unteren Bahnhof führt, wurde im Jahr 2000 nach Tschechien verlängert. Damit besteht im tschechischen Grenzort Kraslice eine Umsteigemöglichkeit in die Züge der GW Train Regio; Sokolov und Karlovy Vary (Karlsbad – Verbindung nur am Wochenende) sind direkt erreichbar mit Anschluss an das Schnellzugnetz der tschechischen Bahn České dráhy.
Auerbach wird im vertakteten ÖPNV des Verkehrsverbunds Vogtland von mehreren Buslinien der Plauener Omnibusbetrieb GmbH bedient. Die Linien 11, 12, 13 und 14 bilden das Stadtbus-Netz der Stadt, während die PlusBus-Linien 10, 50 und 70 zusammen einen 20-Minuten-Takt nach Rodewisch und Falkenstein ergeben.
Stand: 13. Februar 2022
| Linie | Endpunkte                                      | Verlauf                                                  | Klassifizierung |
| ----- | ---------------------------------------------- | -------------------------------------------------------- | --------------- |
| 10+   | Falkenstein ↔ Reichenbach                      | Auerbach – Rodewisch – Lengenfeld                        | PlusBus         |
| 11    | Sternkoppel ↔ Rempesgrün                       | Bendelstein – Neumarkt – Hinterhain                      | StadtBus        |
| 12    | Auerbach Neumarkt ↔ Rodewisch Randsiedlung     |                                                          | StadtBus        |
| 13    | Sternkoppel ↔ Neumarkt                         |                                                          | StadtBus        |
| 14    | Bendelstein ↔ Göltzschtalzentrum / Falkenstein |                                                          | StadtBus        |
| 15    | Auerbach Sternkoppel ↔ Falkenstein             | Rebesgrün – Reumtengrün – Dorfstadt                      | RufBus          |
| 20+   | Rodewisch ↔ Klingenthal                        | Auerbach – Beerheide – Tannenbergsthal                   | PlusBus         |
| 50+   | Plauen ↔ Rodewisch                             | Taltitz – Oelsnitz – Falkenstein – Auerbach              | PlusBus         |
| 60+   | Rodewisch ↔ Treuen                             | Auerbach – Rebesgrün – Schreiersgrün                     | PlusBus         |
| 61    | Rodewisch ↔ Schönheide                         | Auerbach – Schnarrtanne                                  | TaktBus         |
| 68    | Auerbach Hinterhain ↔ Schnarrtanne             | Vogelsgrün – Bad Reiboldsgrün – Albertsberg – Carolagrün | RufBus          |
| 70+   | Plauen ↔ Rodewisch                             | Theuma – Bergen – Falkenstein – Auerbach                 | PlusBus         |

Seit 2018 gibt es in Auerbach am Gartenhaus eine Station des mitteldeutschen Carsharing-Anbieters Teilauto, an der zwei Elektroautos zum Ausleihen bereitstehen.

### Ansässige Unternehmen
Zu den für Auerbach bedeutenden Wirtschaftsbranchen der Stadt gehört zum einen die Textilindustrie mit Herstellern von Textilien für den Wetterschutz, von gestickten Textilien und einen Berufskleidungsservice. Zum anderen gibt es Unternehmen in der Nahrungsmittel-, der Elektro- und Kfz-Zulieferindustrie und im Bereich des Werkzeugmaschinenbaus.